# Mersa
Mersa – miasto w Etiopii, w regionie Amhara.